# Bykow (miejscowość)
Bykow (ros. Быков) – wieś w Rosji, w obwodzie sachalińskim, w rejonie dolińskim. W 2010 liczyła 4101 mieszkańców.